# Apollinaris z Laodiceje
Apollinaris z Laodiceje (též Apollinarios) (310 – 390) byl biskup v Laodiceji (Latakia) v Sýrii a zakladatel apollinarismu.
Jako lektor církevní obce v Laodiceji byl roku 361 zvolen nikajskou stranou biskupem. V ariánské krizi podporoval homoúsiánskou pozici v prostředí, které velmi nahrávalo ariánství. To způsobilo, že byl s hlavním odpůrcem ariánství, Athanasiem, ariánskou stranou exkomunikován.
Apollinaris hájil ve svých spisech křesťanství proti novoplatónskému filozofovi Porfyriovi a římskému císaři Julianovi. Tyto spisy prozrazují jeho filozofické vzdělání, přepsal např. velkou část bible do klasické řecké formy. Přátelil se s Athanasiem, s Basilem z Caesareje udržoval písemný kontakt a v roce 373 nebo 374 patřil mezi jeho žáky též Hieronymus (Jeroným).
Nakonec se odloučil od učení Prvního nikajského koncilu tvrzením, že božství a lidství nemohou být v osobě Ježíše Krista spojeny. Namísto toho sám učil, že Ježíš měl pouze lidské tělo, avšak božskou mysl.
Apollinariovou naukou se zabývalo vícero církevních synod (375 a 382 v Římě, Alexandrijská synoda roku 378, První konstantinopolský koncil roku 381). Tyto synody Apollinariovo učení odsoudily.